# Robert J. Waldinger
Robert J. Waldinger, né en 1951, est un psychiatre américain, chercheur et professeur à l'École de médecine de l'université Harvard. 
Il s'est fait connaître internationalement pour ses recherches sur le bonheur dans une étude longitudinale de plus de 75 ans auprès de plusieurs centaines d'Américains.
C'est un spécialiste de la question de l'espérance de vie et du développement humain, entre autres. Il a fondé et dirige une fondation de recherches sur la question.